# 美國陸軍刑事調查司令部
美國陸軍刑事調查司令部（英語：United States Army Criminal Investigation Division Command，USACIDC）是美國陸軍的主要司令部之一，負責進行犯罪調查，也是聯邦執法單位之一。
縮寫“USACIDC”意指刑調司令部本身，而探員和執法單位通常使用縮短的縮略寫“CID”。

## 歷史
第一次世界大戰期間，約翰·J·潘興將軍下令在成立一個單獨的機構，以預防美國遠征軍在佔領區的犯罪。新成立的刑事調查司（CID）負責與犯罪調查有關的事務。然而由於開始時沒有統整性的指揮機制，因此刑事調查的操作控制權依然由各個單位的憲兵長負責，使得各個憲兵刑事調查單位彼此資訊不流通，專業技術不一，導致效率不佳。戰爭結束後，美國陸軍的規模縮減，而刑事調查員的規模也急劇縮小。
第二次世界大戰期間，陸軍部隊規模迅速膨脹，對自我維持治安的執法系統的需求重新出現。1942年初，對軍事人員犯罪的調查仍由普通憲兵執行。隨著軍隊的擴大，犯罪率上升，部隊的指揮官沒有足夠的人員或資源來進行適當的犯罪調查。1944年1月，在憲兵長辦公室（Provost Marshal General’s Office）底下重啟刑事調查司，對刑事調查行動進行監督，協調各司令部之間的調查，制定計劃和政策。
戰後，刑事調查司再次下放權力，刑事調查的控制權1950年代轉移到地方的憲兵指揮單位，並在 1960 年代進一步下降到憲兵設施級別。1964年，美國國防部一項名為《Project Security Shield》的研究明確表示需要完全重新集中陸軍的刑事調查工作，以便在全球產生更有效和反應靈敏的能力。從1965年開始，零散的刑事調查組織被重組為與美國地理區域相對應的刑事調查機構。1969年，美國陸軍犯罪調查局（U.S. Army Criminal Investigation Agency）成立，監督世界各地的探員。
1971年3月國防部長梅爾文·賴德指示陸軍部長成立一個司令部，指揮所有陸軍的刑事調查探員。1971年9月17日，美國陸軍刑事調查司令部成立，成為陸軍的主要司令部之一。

## 任務

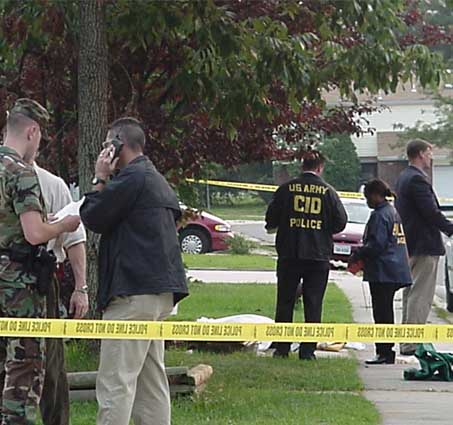
刑事調查探員在犯罪現場蒐證。

根據《軍事司法統一法典》調查重大事件和刑事犯罪，包含謀殺，強姦，綁架，販毒，武器走私等，分析犯罪情報，協助法醫進行鑑識工作，管理陸軍官兵的犯罪記錄。在必要時也會參與反恐以及調查叛國等重大犯罪，保護軍事承包商和部隊的後勤安全。在戰時或占領期間向地主國的執法人員提供援助、諮詢和培訓。

## 單位

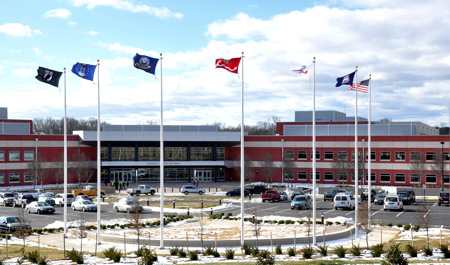
刑事調查司令部位於匡提科基地的總部.

- 第3憲兵群
  - 第5憲兵營
  - 第10憲兵營
  - 班寧堡憲兵營
  - 華盛頓憲兵營
    - 第12分遣隊
    - 第68分遣隊
    - 第75分遣隊
- 第6憲兵群
  - 第11憲兵營
  - 第19憲兵營
  - 第22憲兵營
- 第202憲兵群
- 第701憲兵群
- 美國陸軍犯罪調查實驗室
- 美國陸軍犯罪記錄中心

## 歷任指揮官
- Henry H. Tufts上校
- Albert R. Escola少將
- Paul M. Timmerberg少將
- Eugene R. Cromartie少將
- Peter T. Berry少將
- Daniel A. Doherty准將
- David  Foley准將
- 唐納·萊德（英语：Donald J. Ryder）少將
- Rodney L. Johnson准將
- 科琳·麥奎爾（英语：Colleen L.McGuire）准將
- 大衛·匡托克（英语：David E.Quantock）少將
- Mark S. Inch,少將
- David P. Glaser少將
- 凱文·維林（英语：Kevin Vereen）少將
- 唐娜·馬丁（英语：Donna W. Martin）少將
- Duane Miller准將